# Henry Whitehead

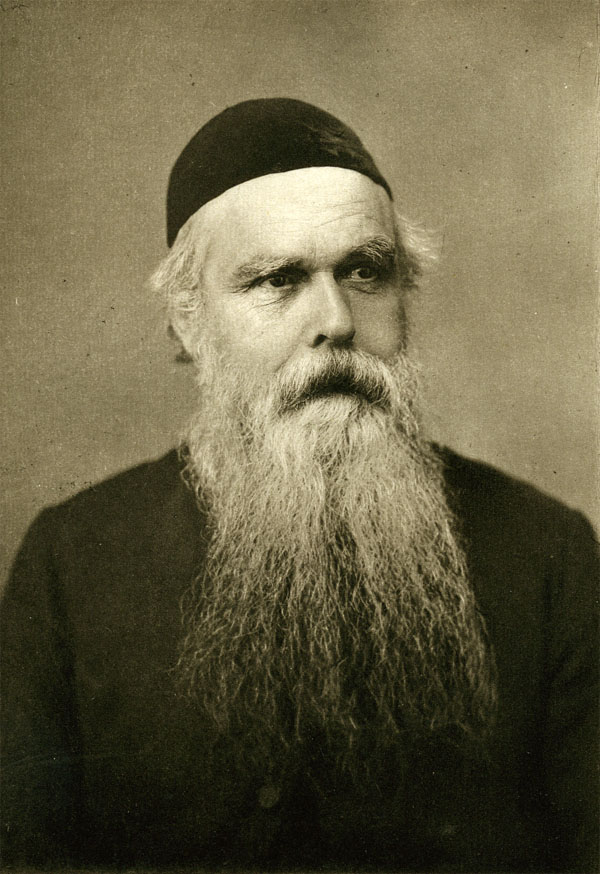
O padre Henry Whitehead

Henry Whitehead (22 de setembro de 1825 - 5 de março de 1896) foi um padre da Igreja da Inglaterra e coadjutor assistente da Igreja de São Lucas em Soho, Londres, durante o surto de cólera de 1854 .
Um ex-crente na teoria do miasma da doença, Whitehead trabalhou para refutar falsas teorias, mas acabou por preferir a ideia de John Snow de que a cólera se espalha através da água contaminada por dejetos humanos. O trabalho de Snow - e as próprias investigações de Whitehead - convenceram Whitehead de que a bomba da Broad Street era a fonte das infecções locais. Whitehead então se juntou a Snow para rastrear a contaminação em uma fossa que vazou para o lençol freático que levou ao paciente zero do surto.
O trabalho de Whitehead com Snow combinou o estudo demográfico com a observação científica, estabelecendo um precedente importante para a ciência emergente da epidemiologia.